# Sebastian Berwick
Sebastian Berwick (* 15. Dezember 1999 in Brisbane) ist ein australischer Radrennfahrer.

## Sportlicher Werdegang
2017 gewann Berwick bei den Junioren die Ozeanien-Meisterschaften sowohl im Straßenrennen als auch im Einzelzeitfahren. In beiden Disziplinen vertrat er Australien bei den Weltmeisterschaften und den Commonwealth Youth Games. Nach dem Wechsel in die U23 ging Berwick nach Europa und fuhr 2018 zunächst für den französischen Verein Chambéry Cyclisme Formation. Bereits ein Jahr später wurde er Mitglied im australischen St George Continental Cycling Team. Bei der heimischen Herald Sun Tour 2020 gewann er die Nachwuchswertung und wurde damit Zweiter der Gesamtwertung.
Durch seine Leistungen auf ihn aufmerksam geworden, erhielt Berwick zur Saison 2021 einen Vertrag beim damaligen UCI WorldTeam Israel Start-Up Nation. 2022 erzielte er seinen ersten Sieg als Profi, als er die letzte Etappe der Alpes Isère Tour als Solist gewann. Beim Giro d’Italia 2023, seiner zweiten Teilnahme an einer Grand Tour, kam er auf der 12. Etappe auf den dritten Rang der Tageswertung. Im Juli 2023 konnte er mit der Tour Alsace den ersten Rundfahrt-Sieg seinem Palmarès hinzufügen. Zum Saisonabschluss folgte mit der zweiten Etappe der Tour of Hainan der erste Sieg bei einem Rennen der UCI ProSeries, den Gesamtsieg verpasste er nur um eine Sekunde.
Zur Saison 2024 wechselte Berwick zum spanischen ProTeam Caja Rural-Seguros RGA. Als Zehnter der Tour of Hellas konnte er sich 2024 nur einmal in den Top 10 platzieren.

## Erfolge
2017
- Ozeanien-Meister (Junioren) – Straßenrennen und Einzelzeitfahren

2020
- Nachwuchswertung Herald Sun

2021
- Mannschaftszeitfahren Settimana Internazionale Coppi e Bartali

2022
- eine Etappe und Bergwertung Alpes Isère Tour

2023
- Gesamtwertung und eine Etappe Tour Alsace
- eine Etappe Tour of Hainan

## Grand Tour-Platzierungen
| Grand Tour            | 2021 | 2022 | 2023 | 2024 |
| --------------------- | ---- | ---- | ---- | ---- |
| Giro d’ItaliaGiro     | −    | –    | 71   | –    |
| Tour de FranceTour    | –    | –    | –    | –    |
| Vuelta a EspañaVuelta | 135  | –    | –    | –    |